# Niederkaufungen

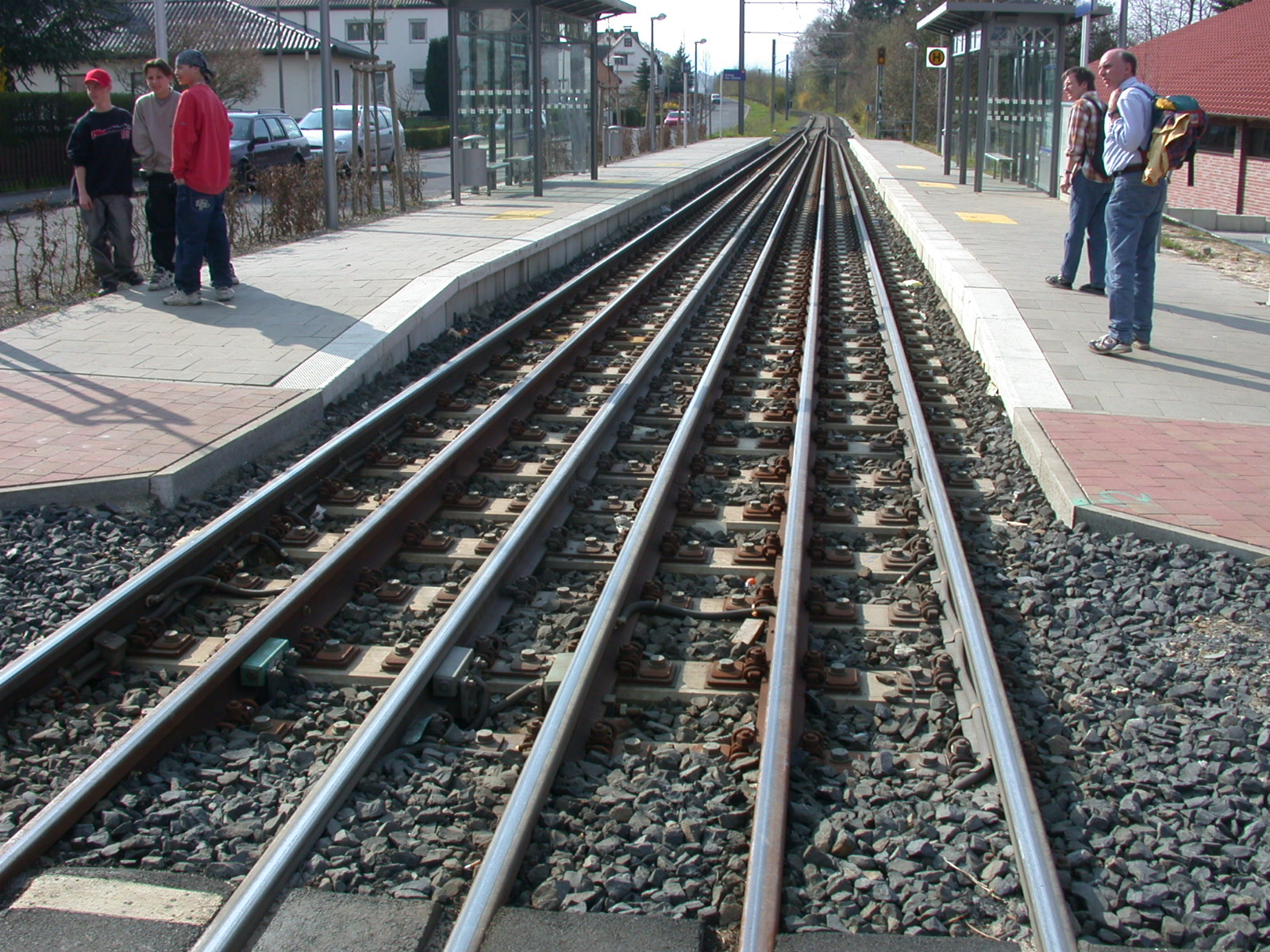
Die Haltestelle Niederkaufungen Mitte (2006)

Niederkaufungen ist einer der zwei Ortsteile der Gemeinde Kaufungen im nordhessischen Landkreis Kassel.

## Geographische Lage
Niederkaufungen liegt im zwischen dem Kaufunger Wald und der Söhre gelegenen Tal der Losse, in die direkt unterhalb des Dorfs der entlang des westlichen Ortsrandes fließende Setzebach mündet. Etwas nordöstlich der im Geo-Naturpark Frau-Holle-Land (Werratal.Meißner.Kaufunger Wald) befindlichen Ortschaft liegt der Steinertsee. Innerhalb des Gemeindegebiets von Kaufungen stößt Niederkaufungen im Osten direkt an Oberkaufungen und, etwas entfernt, im Westen an Papierfabrik.
Niederkaufungen hat einen Bahnhof an der Bahnstrecke Kassel–Waldkappel (errichtet 1879/80), wo auch die Straßenbahn Kassel hält. Südlich der an der Deutschen Märchenstraße gelegenen Ortschaft verläuft die Bundesstraße 7.

## Geschichte
Erstmals urkundlich genannt wurde das Dorf im Jahre 1019 als Nederencoufunga (Niederkaufungen).
In erhaltenen Urkunden wurde Niederkaufungen unter den folgenden Namen erwähnt (in Klammern das Jahr der Erwähnung):
- Nederencoufunga (1019)
- Niederkouffungin (1376)
- Nieder-Kaufungen
- Kaufungen, Nieder-

Der freiwillige Zusammenschluss der Gemeinden Oberkaufungen und Niederkaufungen zur Großgemeinde Kaufungen erfolgte im Zuge der Gebietsreform in Hessen am 1. Dezember 1970.

## Kommune Niederkaufungen
In Niederkaufungen siedelte sich 1986 die damals größte und inzwischen älteste politische Kommune Deutschlands an. In der Kommune Niederkaufungen leben und arbeiten rund 80 Menschen auf einem rund 10.000 Quadratmeter großen Gelände.